# 1-Fluorpentan
1-Fluorpentan ist eine chemische Verbindung aus der Gruppe der aliphatischen, gesättigten Halogenkohlenwasserstoffe.

## Gewinnung und Darstellung
1-Fluorpentan kann durch Reaktion von 1-Brompentan mit Kaliumfluorid in Ethylenglycol gewonnen werden.

## Eigenschaften
1-Fluorpentan ist eine farblose Flüssigkeit, die sehr gut löslich in Ethanol und Ether ist.